# More than Love
Chansons représentant Malte au Concours Eurovision de la chanson
This Time
(1993) Keep Me In Mind
(1995)
More than Love (en français, Plus que l'amour) est la chanson représentant Malte au Concours Eurovision de la chanson 1994. Elle est interprétée par Chris & Moira.

## Eurovision
La chanson remporte sa sélection au Concours à l'issue d'un festival. La chanson n'est pas en maltais. C'est seulement la deuxième fois pour Malte.
La chanson est la douzième de la soirée, suivant Dincolo de nori interprétée par Dan Bittman pour la Roumanie et précédant Waar is de zon interprétée par Willeke Alberti pour les Pays-Bas.
À la fin des votes, elle obtient 97 points et finit cinquième des vingt-cinq participants.

### Points attribués à Malte
| 12 points            | 10 points                        | 8 points    | 7 points                               | 6 points                 |
| -------------------- | -------------------------------- | ----------- | -------------------------------------- | ------------------------ |
| - Bosnie-Herzégovine | - Irlande - Roumanie - Slovaquie |             | - Croatie - Estonie - Grèce - Lituanie | - Finlande - Suisse      |
| 5 points             | 4 points                         | 3 points    | 2 points                               | 1 point                  |
|                      | - Portugal - Suède               | - Allemagne | - Chypre                               | - Pays-Bas - Royaume-Uni |